# Tilo Maedler

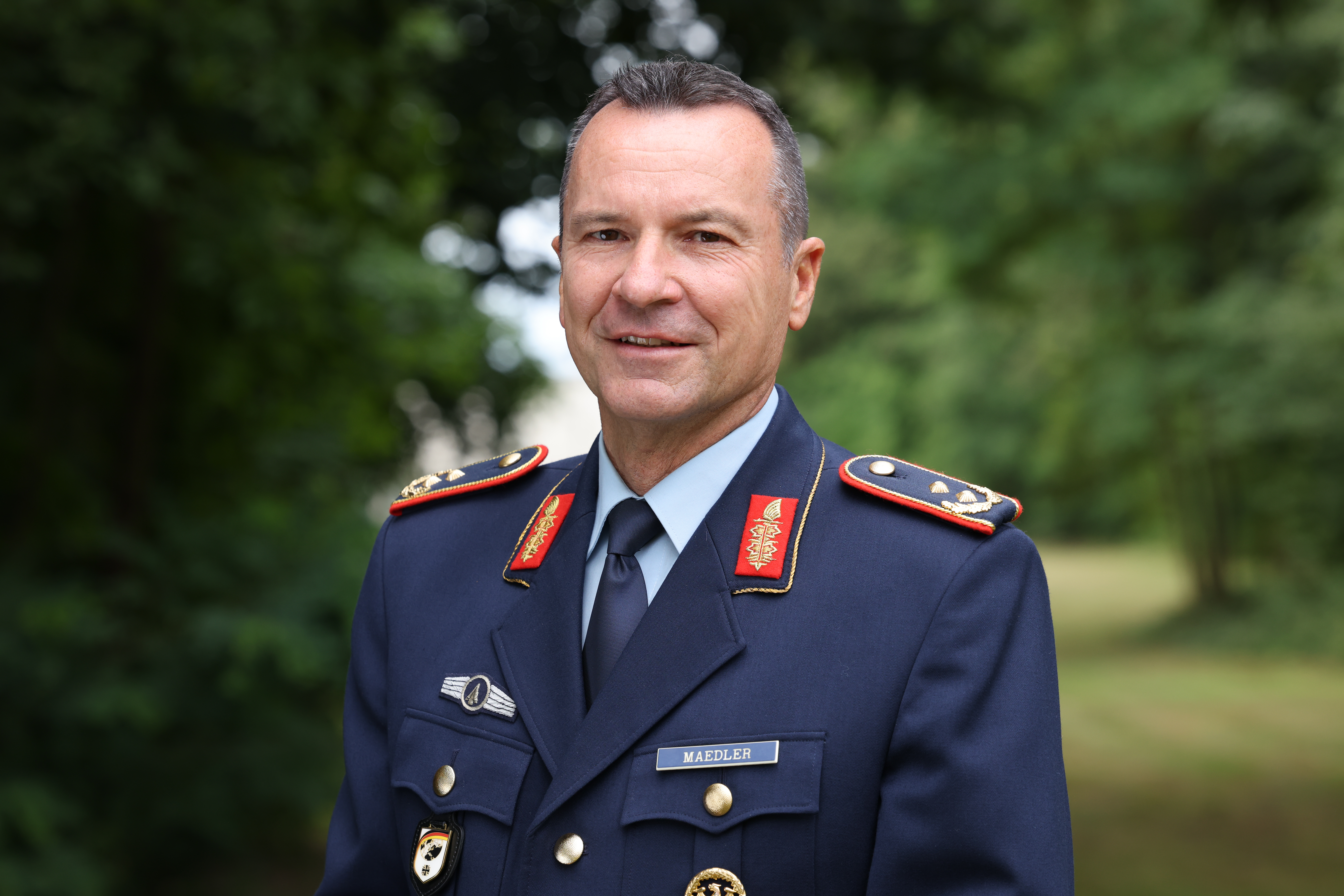
Generalmajor Tilo Maedler (2025)

Tilo Maedler (* 29. Mai 1966 in Bad Neustadt an der Saale) ist ein Generalmajor der Luftwaffe der Bundeswehr und seit Januar 2025 Chef des Stabes des Operativen Führungskommandos der Bundeswehr in Berlin.

## Militärische Laufbahn

### Ausbildung und erste Verwendungen
Maedler trat am 1. Juli 1984 als Offizieranwärter des Truppendienstes beim Luftwaffenausbildungsregiment 3 in Roth in die Bundeswehr ein. Es folgte der Offizierausbildung an der Offizierschule der Luftwaffe in Fürstenfeldbruck und von 1985 bis 1988 das Fachhochschulstudium der Fachrichtung Maschinenbau mit Schwerpunkt Luft- und Raumfahrttechnik an der Universität der Bundeswehr in München. Danach wurde Maedler zunächst als Hörsaalleiter an der Unteroffizierschule der Luftwaffe in Appen eingesetzt. Anschließend wurde er zum Flugabwehrraketenoffizier am Waffensystem MIM-104 Patriot in El Paso in Texas ausgebildet und in der Flugabwehrraketengruppe 25 in Delmenhorst eingesetzt. Es folgte eine erste ministerielle Verwendung als Personalführer im Bundesministerium der Verteidigung in Bonn. Von 1997 bis 1999 schloss sich im 42. Generalstabslehrgang Luftwaffe die Ausbildung zum Offizier im Generalstabsdienst an der Führungsakademie der Bundeswehr in Hamburg an.

### Dienst als Stabsoffizier
Von 1999 bis 2001 war Maedler als Generalstabsoffizier des Chefs des Stabes im Führungsstab der Streitkräfte im Bundesministerium der Verteidigung in Bonn eingesetzt, bevor er von 2001 bis 2004 in eine integrierte Verwendung im RC AFNORTH in Brunssum in die Niederlande als Deputy Director of Staff wechselte. Von 2004 bis 2007 war er als Referent im Referat PSZ I 5 und Personalführer Generale/Oberste der Luftwaffe erneut im Bundesministerium der Verteidigung in Bonn eingesetzt.
Es schlossen sich von 2007 bis 2011 Truppenführungsverwendungen zunächst als Kommandeur Flugabwehrraketengruppe 26 und dann als Kommodore Flugabwehrraketengeschwader 1 jeweils in Husum an; während dieser Zeit war er in 2009 als Deputy Chief of Staff Operations im Regional Command North in Mazar-e-Scharif in Afghanistan im Einsatz.
Es folgten Stabsverwendungen im Luftwaffenführungskommando in Köln als Gruppenleiter A 5 II 2011/2012 und im Bundesamt für Personalmanagement der Bundeswehr in Köln als stellvertretender Leiter Aufbaustab und Unterabteilungsleiter Zentrale Führungsaufgaben 2012/2013. Ab 2014 war Maedler im Bundesministerium der Verteidigung in Berlin eingesetzt. Zunächst war er Referatsleiter I 1 in der Abteilung Führung Streitkräfte und von 2016 bis 2018 Arbeitsbereichsleiter Personal im Büro des Generalinspekteurs der Bundeswehr. In dieser Verwendung diente er den Generalen Volker Wieker und Eberhard Zorn.

### Dienst als General
Zum 1. Oktober 2018 übernahm Maedler von Generalarzt Bernhard Groß die Aufgabe als Unterabteilungsleiter Führung Streitkräfte III (Innere Führung) im Bundesministerium der Verteidigung in Berlin. Ab September 2022 diente Maedler als Chef des Stabes des Territorialen Führungskommandos der Bundeswehr in Berlin. Seit Januar 2025 ist er nach der Zusammenführung des Territorialen Führungskommandos und des Einsatzführungskommandos der Bundeswehr zum Operativen Führungskommando der Bundeswehr dessen erster Chef des Stabes, seit Anfang Februar 2025 im Dienstgrad Generalmajor.

### Einsätze
- ISAF, 2009 Stellvertretender Stabschef (DCOS) Operations Regional Command NORTH Mazar-e-Sharif/Afghanistan

## Privates
Maedler ist verheiratet und hat zwei Kinder.